# (10091) Bandaisan
(10091) Bandaisan est un astéroïde de la ceinture principale.

## Description
(10091) Bandaisan est un astéroïde de la ceinture principale. Il fut découvert le 11 novembre 1990 à Geisei par Tsutomu Seki. Il présente une orbite caractérisée par un demi-grand axe de 2,37 UA, une excentricité de 0,06 et une inclinaison de 3,2° par rapport à l'écliptique.

## Compléments